# Macropus pearsoni
Macropus pearsoni (лат.) — вымерший вид из рода исполинских кенгуру семейства кенгуровые, изначально описанный по ископаемым фрагментам челюстей, найденных в Австралии в плейстоценовых отложениях Дарлинг-Даунс в Новом Южном Уэльсе. Позже останки были обнаружены также около озера Кунанка на северо-востоке штата Южная Австралия и на полуострове Кейп-Йорк.
Первым останки описал в 1973 году Алан Бартоломей (англ. Alan Bartholomai), который определил их как относящиеся к отдельному роду (Fissuridon pearsoni), дав видовое название в честь У. Х. Пирсона (англ. W.H. Pearson), подарившего голотипический экземпляр Квинслендскому музею.
В 1985 году Тим Фланнери и Майкл Арчер на основании новых данных сделали вывод о правомерности включения этого вида в род исполинских кенгуру (Macropus).